# Maria-Pia Geppert
Maria-Pia Geppert (Breslavia, 28 de mayo de 1907 – Tubinga, 18 de noviembre de 1997) fue una matemática y bioestadística alemana, cofundadora de  Biometrical Journal. Fue la primera mujer en convertirse en profesora titular en la Universidad de Tubinga. Con Emmy Noether, Hilda Geiringer, Ruth Moufang, y Hel Braun, Geppert era la única en handful de mujeres para trabajar en matemáticas en Alemania, antes de la Segunda Guerra Mundial y más tarde convertir sus grados a carreras de búsqueda como profesores llenos.

## Trayectoria
Geppert nació en Breslavia, de ascendencia italiana, a través de su madre. Breslau. Su hermano mayor, Harald, también fue matemático y partidario de los nazis. Estudió matemáticas en Breslavia y en Giessen, y en 1932 se doctoró en la Universidad de Breslavia. Su tesis "Approximative Darstellungen analytischer Funktionen, die durch Dirichletsche Reihen gegeben sind", se refería a la teoría analítica de números y fue supervisada por Guido Hoheisel. El matemático Edmund Landau, en su última publicación, antes de que Hitler llegara al poder, hizo una crítica favorable sobre uno de sus trabajos.
Luego, Geppert se trasladó a Roma, donde estudió ciencias actuariales y estadísticas entre 1933 y 1936 para un segundo doctorado bajo la supervisión de Guido Castelnuovo, y completó una habilitación en 1942 en la Universidad de Gießen. Su tesis fue Comparación de dos frecuencias observadas.Seneta y Phipps (2001) escriben que su disertación de habilitación fue "importante pero olvidada" debido a las circunstancias de la guerra.
En 1940, Geppert se convirtió en directora del Departamento de Epidemiología y Estadística del Instituto de Investigación del Corazón William G. Kerckhoff en Bad Nauheim, que más tarde se convirtió en el Instituto Max Planck para la Investigación del Corazón y el Pulmón. Se incorporó a la Universidad Johann Wolfgang Goethe de Frankfurt en 1943, como profesora de bioestadística. En 1964 se convirtió en catedrática de biometría médica en la Universidad de Tubinga, convirtiéndose así en la primera profesora titular en la Universidad de Tubinga. Se jubiló en 1975.

### Biometrical Journal
Con Ottokar Heinisch, Geppert fundó el Biometrical Journal en 1959. Fue coeditora jefe con Heinisch desde su fundación hasta 1966, y siguió siendo coeditora jefe hasta 1969.

## Reconocimientos
En 1951, Geppert se convirtió en la primera alemana elegida en el International Statistical Institute en el período de posguerra. También se convirtió en miembro honorario de la Sociedad Internacional de Biometría en 1965, la primera persona de la región alemana de la sociedad en recibir este honor.